# María de la Cruz Bayá
María de la Cruz Bayá Claros (Cochabamba, Bolivia; 2 de agosto de 1968) es una abogada, catedrática, escritora, poeta y política boliviana. Anteriormente era candidata a la Presidencia de Bolivia por el partido Acción Democrática Nacionalista (ADN) en las elecciones nacionales de 2020.

## Biografía
María de la Cruz Bayá nació el 2 de agosto de 1968 en la ciudad de Cochabamba. Proviene de una familia cochabambina de clase alta. María de la Cruz es hija del futbolista cochabambino Jorge Bayá Barrientos y de la médico Aida Claros Rosales, quien fue la primera mujer ginecóloga obstetra de la ciudad de Cochabamba durante la década de 1950. Cabe mencionar también que la madre de María de la Cruz ya en su época llegó a ser la Ministra de Salud y Previsión Social de Bolivia desde 1979 hasta 1980 durante el gobierno de la presidenta Lidia Gueiler Tejada.
María de la Cruz comenzó sus estudios escolares en 1974 en el Colegio Alemán Santa Maria, saliendo bachiller del Colegio Esclavas del Sagrado Corazón de Jesús el año 1986. Continuó con sus estudios superiores ingresando a estudiar la carrera de derecho en la Universidad Mayor de San Simón (UMSS) de donde se tituló como abogada de profesión el año 1992.
Realizó estudios de posgrado, obteniendo una maestría en Ciencias Políticas y otra en Relaciones Internacionales. Así también obtuvo un diplomado en docencia universitaria.
Durante su vida laboral, María de la Cruz Bayá llegó a trabajar como catedrática en la Universidad Autónoma de Nuevo León (UANL) en la ciudad de Monterrey, México, así también en varias universidades cochabambinas entre ellas; la Universidad Mayor de San Simón (UMSS), la Universidad Privada del Valle (UNIVALLE), la Universidad Simon Iturri Patiño (USIP) entre otras, luego estuvo como catedrática en la Universidad Amazónica de Pando (UAP) de la ciudad de Cobija así como también fue profesora en la Academia Nacional de Policías (ANP) en la ciudad de La Paz.

## Vida política

### Elecciones subnacionales de 2015
María de la Cruz Bayá ingresó a la vida política del país a sus 47 años de edad, participando en las elecciones subnacionales de 2015. Ese mismo año, postuló al cargo de concejal de la ciudad de Cochabamba en representación del partido político "Frente Para la Victoria" (FPV), pero no tuvo éxito, ya que no llegó a obtener la votación mínima requerida para acceder a dicho cargo en el Concejo Municipal de Cochabamba.

### Presidenta del Partido Demócrata Cristiano (2016)
María de la Cruz ingresó a las filas del Partido Demócrata Cristiano (PDC), donde en un congreso realizado en mayo de 2016 fue elegida como la nueva Presidenta del Partido Democráta Cristiano. Pero cabe mencionar que su elección fue cuestionada y observada por los integrantes del partido desde Santa Cruz de la Sierra. Entre pujnas y peleas dentro del mismo partido político, al final Luis Ayllon terminó tomando el mando del PDC, desplazando a la abogada María de la Cruz Bayá.

### Elecciones nacionales de 2020
El 14 de marzo de 2020, el Tribunal Supremo de Electoral de Bolivia habilitó la candidatura de María de la Cruz Bayá a la Presidencia de Bolivia por el partido político Acción Democrática Nacionalista (ADN). Así también fue habilitado la candidatura de Sergio Tarqui como candidato a la Vicepresidencia de Bolivia también por ADN.